# Mike Cushion
Mike Cushion (eigentlich Michael John Cushion; * 4. April 1942) ist ein ehemaliger britischer Diskuswerfer.
Bei den British Commonwealth Games 1970 in Edinburgh wurde er für England startend Achter.
Seine persönliche Bestleistung von 60,42 m stellte er am 16. August 1975 in London auf.